# Salir de Matos
Pour les articles homonymes, voir De Matos.
Salir de Matos est une freguesia portugaise du district de Leiria située dans la sous-région de l’Ouest.
Avec une superficie de 24,29 km2 et une population de 2 428 habitants (2001), la paroisse possède une densité de 100 hab/km2.